# Hasselbos
Het Hasselbos is een natuurgebied van 17 ha tussen Riksingen (Tongeren) en Vrijhern (Hoeselt).
Het bosgebied telt een aantal dassenbuchten en werd daarom in 2004 door Natuurpunt aangekocht. In 2009 werd een bosreservaat ingesteld.
Het staat bekend als een van de best ontwikkelde kalkrijke eiken-haagbeukenbossen in Vlaanderen. In het bos bevindt zich een rijke kruidlaag, met veel kalkminnende planten als eenbes, heelkruid, bosrank, maretak, bosbingelkruid, liguster en gulden boterbloem. Ook tal van orchideeën komen er voor.
In het verleden werd hier ook gele anemoon gevonden, maar die wordt er niet meer aangetroffen. De mossenflora is uitzonderlijk rijk.
Van oorsprong was dit een hakhoutbos, maar omstreeks 1970 werden er ook populieren aangeplant. Na omstreeks 1985 werd er geen beheer meer verricht, de populieren stierven geleidelijk af en het dode hout bleef liggen. In een kwart van het bos zijn nog oude hakhoutstoven aanwezig, vooral van es en haagbeuk. Hier zal nog hakhoutbeheer plaatsvinden.